# کویتزالتنانگو
کویتزالتنانگو (به اسپانیایی: Quetzaltenango) یک منطقهٔ مسکونی در گواتمالا است که در استان کتسالتنانگو واقع شده‌است. کویتزالتنانگو ۱۲۰ کیلومتر مربع مساحت و ۷۹۲٬۵۳۰ نفر جمعیت دارد و ۲٬۳۳۰ متر بالاتر از سطح دریا واقع شده‌است.

## خواهرخوانده
شهرهای سان خوزه (کاستاریکا)، کامپچه، کامپچه، تورین و کوبان، آلتا وراپاس خواهرخوانده‌های کویتزالتنانگو هستند.